# عبدالرسول خیام‌پور
عبدالرسول خیّامپور (زادهٔ مهر ۱۲۷۷ خورشیدی در تبریز – درگذشتهٔ ۷ فروردین ۱۳۵۸ در تهران) پژوهش‌گر ادبیات، مترجم، دستورنویس، و استاد دانشگاه اهل ایران بود.

## زندگی‌نامه
دکتر عبدالرسول خیام‌پور، فرزند حاجی محمود طاهباز، استاد دانشگاه تبریز بود. خیّامپور، در مهرماه ۱۲۷۷ هجری شمسی در تبریز متولّد شد. تحصیلات مقدّماتی رادر تبریز گذراند و سپس به تهران رفت و سال ۱۳۰۶ از دبیرستان دارالفنون در رشتهٔ ادبی دیپلم گرفت و مدّت سه سال در مدارس اهواز به تدریس پرداخت. در سال ۱۳۱۲ در رشته فلسفه و ادبیات با رتبهٔ اوّل از دارالمعلّمین فارغ التّحصیل شد و نشان درجه یک علمی را از آن خود ساخت.
پس از فراغت از تحصیل به ترکیه سفر کرد و بین سال‌های ۲۶–۱۳۱۶ مدیریت دبستان ایرانیان را در استانبول برعهده گرفت. خیام‌پور در این سال‌ها، دانشنامه ی دکتری خود از دانشگاه استانبول ترکیه دریافت کرد. پس از بازگشت به ایران به جمع استادان دانشکدهٔ ادبیّات دانشگاه تبریز پیوست و به تدریس پرداخت. او در این مدت در کنار افرادی چون منوچهر مرتضوی و سیدحسن قاضی طباطبایی، یحیی ماهیار نوابی، احمد علی رجایی بخارایی، احمد ترجانی زاده، محمد جواد مشکور فعالیت می‌نمود. این دوران همزمان بود با فعالیت صاحب‌نظرانی نظیر میرزاجعفر سلطان القرایی، حاج حسین آقا نخجوانی، حاج میرزا عبدالله مجتهدی، حاج محمد آقانخجوانی. وی از مهر ۱۳۲۶ در دانشکده ادبیات دانشگاه تبریز به تدریس پرداخت. در ۱۳۲۹ به سمت ریاست کتابخانه دانشکد ی ادبیات دانشگاه تبریز و سپس به معاونت دانشکده منصوب گردید و تا ۱۳۴۲ در این سمت باقی ماند.
خیام‌پور در ۱۵ تیر ۱۳۴۸ بازنشسته شد. در دی ماه همان سال به پاس سال‌ها خدمات علمی و آموزشی از طرف دانشگاه تبریز با عنوان استاد ممتاز به جامعه دانشگاهیان معرفی گردید. او در ۱۳۴۹ به تهران آمد و تا پایان عمر در همان‌جا ماند و سرانجام در تهران درگذشت. انجمن آثار و مفاخر فرهنگی به پاس خدمات علمی و فرهنگی وی، طی برگزاری مراسم بزرگداشتی در ۳۰ خرداد ۱۳۸۵ او را به عنوان یکی از مفاخر ایران‌زمین معرفی کرد و لوح تقدیری به خانواده‌اش اهدا نمود.

### فرهنگ سخنوران
در سال ۱۳۳۴ خیام‌پور شروع به تألیف این کتاب نمود و پس از شش سال فرهنگ سخنوران را در یک جلد (در سال ۱۳۴۰) منتشر کرد. این کتاب اینک از کتب مرجع اهل تحقیق به‌شمار می‌رود. عبدالحسین زرین کوب در مقدمه چاپ دوم فرهنگ سخنوران می‌نویسد: «فرهنگ سخنوران مرجع مستمر و موثّقی است برای پژوهندگان ادبیّات ایران خاصّه شعر فارسی. این فرهنگ تحقیقی که در واقع کتاب‌شناسی تاریخ شعر و شاعری در زبان فارسی محسوب می‌شود و در عین حال تحقیق ابتکاری است که هنوز در زمینه‌های دیگر و حتی در زمینه نثر فارسی جای نظیر آن خالی مانده‌است.» سپس، ضمن برشمردن مزایای کتاب می‌نویسد: «در این کتاب نویسنده تمام مآخذ قابل دسترسی را در باب نام آوران شعر فارسی آورده‌است، در ذیل نام آنها را به ضبط می‌آورد. کاری دقیق  که شکیبایی عاشق راستین را طلب می‌کند و پیداست که تا محققی عشق واقعی به شعر و زبان فارسی نداشته باشد، خود را یک تنه در کاری که امروز جز یک مؤسسه پر طول و عرض پژوهشی و آن نیز جز با صرف هزینه‌ای فراوان و با همکاری جمعی بسیار از محققان پرشور از عهده انجام دادنش برنمی آید، درگیر نمی‌کند.»

### تحقیق در نسخه‌های خطّی
خیام‌پور در سالهایی که در استانبول اقامت داشت، ضمن تفحص به نسخه خطی مجمع الخواص تألیف صادقی افشار، کتابدار شاه عباس برمی‌خورد و برای تصحیح به استنساخ آن می‌پردازد. دیگر آثار قلمی وی نیز این گونه است. با مطالعه و نگاهی به مقالات «غلط‌های مشهور» وی در مجله دانشکده ادبیات دانشگاه تبریز یا مقاله «شیوه انتقاد» در مجله راهنمای کتاب می‌توان به قدرت قلم و شیوه تفکر وی به ادب فارسی و عربی پی برد.

### تألیفات
- دستور زبان فارسی[۳]
- فرهنگ سخنوران[۴]
- رساله یوسف و زلیخا[۵]
- رساله عربی برای فارسی، (ترجمه و اقتباس از المنجد)، چاپ شفق، تبریز، ۱۳۳۶.

### ترجمه
- تذکره مجمع الخواص، تألیف صادقی افشار[۶]

### مقالات
- سلسله مقالات «غلط مشهور»[۷]
- شیوه انتقاد در مجله راهنمای کتاب
- رسم خط فارسی
- نشریات ترکیه[۸]

### تصحیح و تحشیه
- مجمع الخواص[۹]
- نگارستان دارا، عبدالرزاق دنبلی[۱۰]
- ریاض الوفاق، ذوالفقار علی مرمت[۱۱]
- تذکره اختر[۱۲]
- مصطبه خراب[۱۳]
- تذکره حدیقه امان‌اللهی، میرزا عبدالله سنندجی (رونق)[۱۴]
- تذکر روضه السلاطین، فخری هروی[۱۵]
- سفینه المحمود (در دو جلد)، محمود میرزا قاجار[۱۶]

## پست‌های اجرایی
خیام‌پور علاوه بر تدریس و تحقیق و تتبّع در پست‌های اجرایی نیز مشارکت داشت. در سال ۱۳۲۹ به ریاست کتاب خانهٔ دانشکده ادبیات انتخاب گردید و مدتی نیز کفیل دانشکده بود.

## بازنشستگی و سال‌های پایانی زندگی
خیّامپور در ۱۵ تیر ماه ۱۳۴۸ بازنشسته شد. به پاس خدمات علمی و آموزشی‌اش، در دی ماه ۱۳۴۸ از طرف دانشگاه تبریز با عنوان «استاد ممتاز» معرفی گردید. او پس از اقامت طولانی در شهر تبریز به تهران مهاجرت نمود و باقی عمر خود را در راه تکمیل فرهنگ سخنوران گذاشت. در سال‌های پایانی زندگی‌اش بیماری او را از فعّالیّت علمی بازداشت، و سرانجام در هفتم فروردین ماه ۱۳۵۸ درگذشت.